# Farmington (Míchigan)
Farmington es una ciudad ubicada en el condado de Oakland en el estado estadounidense de Míchigan. En el Censo de 2010 tenía una población de 10372 habitantes y una densidad poblacional de 1.505,51 personas por km².

## Geografía
Farmington se encuentra ubicada en las coordenadas 42°27′41″N 83°22′42″O / 42.46139, -83.37833. Según la Oficina del Censo de los Estados Unidos, Farmington tiene una superficie total de 6.89 km², de la cual 6.89 km² corresponden a tierra firme y (0%) 0 km² es agua.

## Demografía
Según el censo de 2010, había 10372 personas residiendo en Farmington. La densidad de población era de 1.505,51 hab./km². De los 10372 habitantes, Farmington estaba compuesto por el 71.49% blancos, el 11.43% eran afroamericanos, el 0.4% eran amerindios, el 13.88% eran asiáticos, el 0.07% eran isleños del Pacífico, el 0.4% eran de otras razas y el 2.32% pertenecían a dos o más razas. Del total de la población el 2.07% eran hispanos o latinos de cualquier raza.